# 2296 Kugultinov

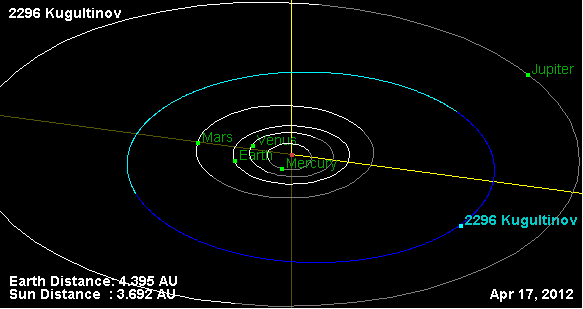

2296 Kugultinov è un asteroide della fascia principale. Scoperto nel 1975, presenta un'orbita caratterizzata da un semiasse maggiore pari a 3,1808510 UA e da un'eccentricità di 0,1676614, inclinata di 1,25621° rispetto all'eclittica.